# Pont Major
El Pont Major és una entitat de població i barri de la ciutat de Girona. Se situa al nord del municipi, entre Montjuïc, Pedret i Campdorà i el riu Ter. El 2005 l'entitat de població de la part antiga tenia 44 habitants i el 2009 només 35.

## Geografia
Geogràficament el barri del Pont és al nord de la ciutat de Girona, a continuació de Pedret, entre el riu Ter i la muntanya dita de Can Simón –també hi ha qui en diu de Can Ribas– a hores d'ara desmuntada, per les pedreres. Riu avall s'acaba on comença Campdorà.

## Història
A la dècada dels anys seixanta del segle xx, el barri del Pont era un espai urbà molt petit que tenia només tres carrers: el Carrer Pont Major, el carrer del Comerç i el carrer Mossèn Pere Rabat, que donava a una plaça popularment coneguda com a plaça de l'Om, però que en el nomenclàtor de llavors era Plaça de Catalunya. Quan es va cobrir un tram de l'Onyar amb la plataforma, es va posar el nom del Principat a la plaça de nova planta i es va oficialitzar el nom de plaça de l'Om on hi havia el Pont Major.
El Pont havia estat una porció urbana i també rústica integrada a la ciutat de Girona, però separada físicament per un altre municipi: Sant Daniel, el qual per les mateixes dates va ser agregat a Girona, quedant la seva part de ponent, integrada al barri del Pont. El barri de Pontmajor havia estat, doncs, com una «Llívia» fora de la seva «Cerdanya» des dels seus orígens de cap de pont, justament del Pont de l'Aigua, en el traçat ancestral de la Via Augusta; pas únic des de i cap a França. Fins a l'època de la dictadura de Primo de Rivera, la carretera de França, passava per Pedret i Pont Major.

## Economia
Aquesta situació va fer que al barri hi proliferés una quantitat molt considerable d'establiments d'artesans que componien una veritable «àrea de serveis» a peu de carretera. Ferrers, ferrers de tall, carreters, establers, cistellers, perolers, i de més oficis artesans convivien amb hostals i magatzems constituint un carrer petit, però molt pròsper.
Més endavant, ja en el segle xix es va incorporar la indústria de la destil·lació d'alcohols i holandes. Les destil·leries van proliferar fins a arribar a haver-hi quatre fàbriques funcionant simultàniament, elaborant licors i anisats de qualitat i renom. Pontmajor depenia de Girona per la capella i més tard església de la Pietat de l'arxiprestat de Sant Feliu. Amb el procés de municipalització es va mantenir aquesta relació de dependència.

## Demografia
La brevetat d'aquest espai va configurar una manera de viure com si es tractés d'un poble. Avui encara hi qui confon el Pont Major amb Sarrià de Ter, poble amb qui la gent del Pont Major sempre ha mantingut una relació de bon veïnatge, en compartir serveis i espais de lleure.
Al barri hi viuen prop de tres mil persones, distribuïdes en tres sectors amb una densitat de població desigual. A la part antiga és on hi ha menys densitat, hi es va fent un procés lent de restauració de les construccions. S'endevina una recuperació satisfactòria de les cases del carrer a mitjà termini. Hi ha també un espai industrial, poc habitat i un espai de cases baixes unifamiliars que a la seva època van representar «l'eixample« de Pontmajor. La major part dels veïns, viuen en els grups de pisos: els blancs, els verds i els grocs, dits així pels colors en quẁ van ser pintats.

## Serveis
Aquesta barri de Giroan té diversos serveis i equipaments, com l'escola Carme Auguet, una guarderia, Col·legi de les Dominiques, l'Institut Narcís Xifra, Centre Cívic, biblioteca Just M. Casero, Centre d'Atenció Primària (CAP), camp de futbol i pavelló d'esports.

## Cultura
La Parròquia disposa de dos temples que són l'església de la Pietat que és l'edifici més emblemàtic. L'estructura actual data del segle xvi tot i que inicialment hi havia una capella més petita que servia perquè els viatgers donessin gràcies per haver arribat sans i estalvis o per demanar salvaguarda pel viatge que tot just començaven, i la capella de Maria Auxiliadora, heretada de la Congregació Salessiana que va ser present al Pont Major durant més de vuit dècades. També disposa de locals, rectoria i té en propietat i administra el cementiri. El seu Consell Parroquial, a banda de les activitats que li són pròpies, participa activament en el vida social del Pont i co-organitza les festes.
Pontenc és el club de futbol, un dels més antics de la demarcació de Girona. Ha tingut continuació des de la seva fundació en el primer terç del segle xx, amb només un parèntesi durant la Guerra Civil i la immediata postguerra. Actualment juga a 2a Provincial.

## Equipaments
- Centre cívic és integrat a la xarxa dels centres cívics de la ciutat, està ubicat en un edifici emblemàtic que és l'antiga destil·leria Nicolau Regàs, obra de l'arquitecte Enric Catà.[6] Les seves instal·lacions actuals són recents (2003), tot i que estava funcionant des de fa més temps amb seu en un altre immoble. Ara disposa d'un nombre important d'aules i d'un auditori que resulta molt eficaç com espai polivalent, Les instal·lacions disposen d'un bar que està situat a l'entrada principal, en l'espai que ocupava el celler-botiga de la destil·leria i que es manté amb el paviment i revestiments de les parets originals. Aquest servei és l'element dinamitzador per excel·lència, organitza tota mena d'activitats de caràcter cultural, cívic i de lleure. Aplega Serveis Socials del barri i dona sopluig i proporciona infraestructura a la major part de les entitats.
- La Biblioteca Just M. Casero. Just Casero (1946-1981) va ser l'ànima i el motor de la vida associativa del barri durant l'època de la transició. Està instal·lada en el conjunt de l'edifici del Centre Cívic amb el qual comparteix serveis a través d'un espai distribuïdor comú, tenint alhora entrada independent adjacent, la construcció consta de dues plantes i disposa d'un fons important.
- Pavelló, inaugurat l'any 2006 disposa d'una pista, vestidors i tots els serveis propis. Està situat al costat del camp de futbol.
- El camp de futbol és la instal·lació més antiga, actualment de titularitat municipal. El terreny de joc va ser dotat de gespa artificial a començament del 2011. Actualment hi juguen o s'entrenena a més del Pontenc, la Penya Doble-Set i Bons Aires.

## Persones
- Emili Massanas i Burcet (1940-1991), fotògraf i arxivista
- Andreu Pastells i Taberner (~1811 — 1896), poeta